# 달 정찰 인공위성
달 정찰 인공위성(Lunar Reconnaissance Orbiter; LRO)은 달의 극궤도를 도는 달 탐사선이다. 말 그대로 달을 정찰하며 달의 자세한 지도 작성 프로그램을 탑재하여 미래의 달 탐사의 안전한 착륙지점 모색, 자원 탐색, 방사선 수치 정도 등을 탐사해 미래의 달 탐사의 실마리를 제공하는 게 목적이다. 이 탐사선의 대표적인 업적은 달의 3D 입체 지도를 완성하고, 아폴로 탐사선들의 분사 흔적을 찾아낸 것이다.
함께 발사된 LCROSS는 같은 루나 프로세서 로보틱 프로그램 일환이다 또 10년만에 발사된 NASA의 달 탐사선이기도 하다.

## 역사와 제작 배경
루나 프로세서 로보틱 프로그램의 일환으로 추진되었고, NASA는 5억 8,300만 달러를 배정했다. 무게는 1916kg로 하여 예산을 배정하였다. 중요 설계를 2006년 2월에 끝마치고 2006년 11월 검토를 모두 끝낸 뒤에 케이프커내버럴 공군 기지로 2008년 2월 이동되어 2008년 10월 발사 예정이었다. 그러나 테스트 도중 진공 테스트에서 통과하지 못하여 2009년 7월 17일로 발사가 미루어졌다. 2009년 6월 17일 발사되는 줄 알았으나 군사위성을 먼저 발사해야 되는 이유로 1일 더 미루어졌다. 이렇게 발사가 안되자 아예 우주왕복선을 쓰자는 의견도 나왔으나, 결국 2009년 6월 18일 아틀라스 V로 발사되었다. 발사된지 4일 반이 지나서 달 궤도에 진입했다. 달 궤도에 진입하는 과정에서 궤도 수정을 거쳤다. 위성이 달의 반대편에 진입하고, 4일 간의 엔진 가동을 통해 임무 수행에 필요한 궤도에 진입하였다. 장비의 시험을 마치고 9월 15일에 달 상공 50Km의 궤도에서 첫번째 임무를 시작했다. 원래 1년간의 임무 수행을 마치고 수명이 종료될 예정이였지만 2010년 9월, NASA가 임무 기간을 연장하여 수명이 2년 연장되었고, 이후 몇차례의 연장을 거쳐 2019년까지도 달에 대한 정보를 수집하고 있다. 지금까지 달을 공전한 횟수는 4만회가 넘고, 비행 거리도 5억Km가 넘는다.

## 장비
CRaTER: 달에서 우주방사선을 관측하는 장비다. 주요 목표는 지구와 달의 방사선 수치가 어떻게 다른지, 그리고 그곳에 살려면 얼마나 두꺼운 차폐막을 설치해야 하는지 등이 목표다.
Diviner: 달의 표면의 열반사, 열복사 등을 측정하는 장비다. 주요 목표는 미래의 달 탐사에서 기지는 어떻게 형태로 지어야 하는지, 어떤 식으로 설계해야 되는지 등을 연구하는 게 목표다.
LAMP: 태양계를 돌아다니는 수소 분자, 별에서 나온 자외선을 사용해서 달의 물에 대해 탐사하는 장비다. 미래의 달 기지 부지 선정에 도움이 될 만한 달의 물 분포 데이터를 작성하는 게 목표다.
LEND: 중성자 검출기로, 지도를 만들고, 표면에 가까이 물이 있을만한 후보지를 찾는 것이 목적이다.
LOLA: 레이저 분석기로, 달의 크레이터와 전체적인 지형을 탐사한다.
LROC:카메라로, 달을 찍는게 목적이다. 영상 카메라와 단일 광각 카메라로 구성된다. 그동안 촬영한 사진은 1페타바이트에 달한다.
Mini-RF: 지상을 관측하는 시스템인 SAR 기술을 검증하고 얼음을 발견했다.

## 발사
발사는 2008년 10월 발사 예정이었으나, 진공테스트에서 통과하지 못해서 2009년 6월 17일로 미루었고, 군사위성 발사로 1일 더 미뤄지고 거기에다가 우주왕복선 발사로 마루어지자 연구팀들이 “열심히 만든 탐사선 그냥 창고에 버려놓고 있을 것이냐“ 라고 불만을 터뜨렸으나 결국 아틀라스 V로 발사되었다.

## 이름 명단 칩
위성의 발사에 앞서서 NASA는 대중들에게 위성의 마이크로칩에 자신들의 이름을 기록할 수 있는 기회를 제공했다. 마감 기한은 2008년 7월 31일까지였고, 160만명 정도의 사람들이 위성에 자신의 이름을 기록했다.

## 지원, 개발, 투자
- NASA
- 고더드 우주 비행 센터
- JPL

## 갤러리
LRO가 촬영한 사진들로, 이 사진들 중 아폴로 착륙과 관련된 사진들은 아폴로 음모론을 무너뜨린 계기가 되었다.

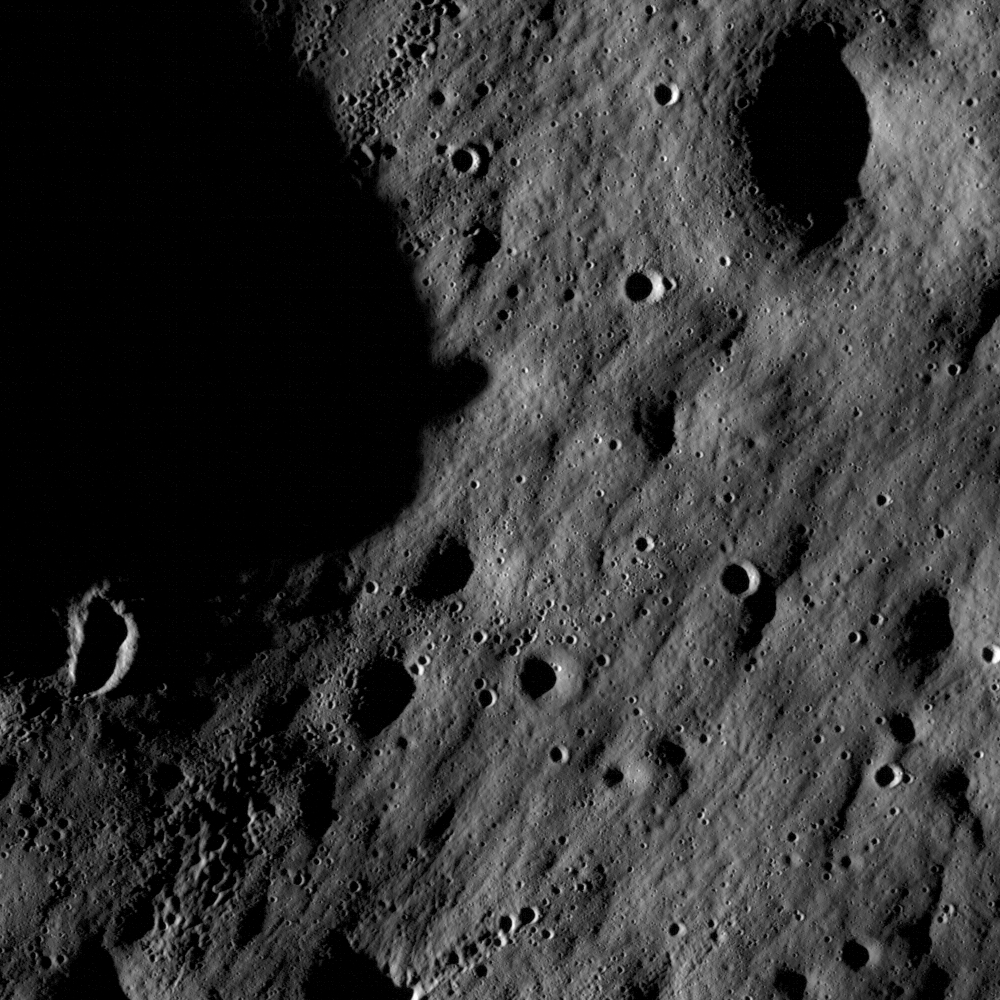
처음으로 수신한 사진
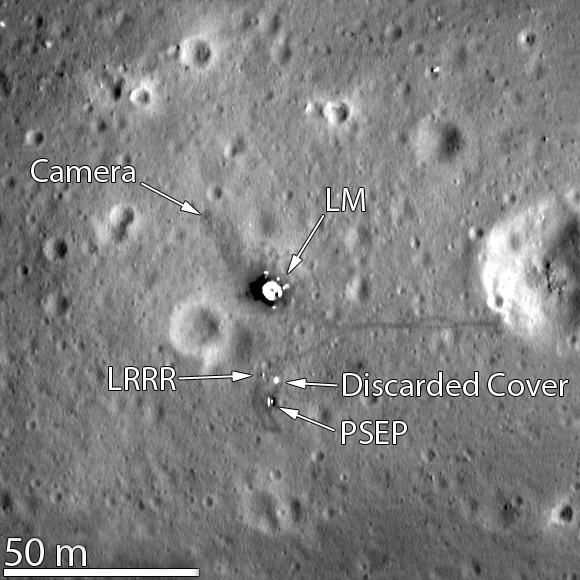
아폴로 11호의 착륙지역
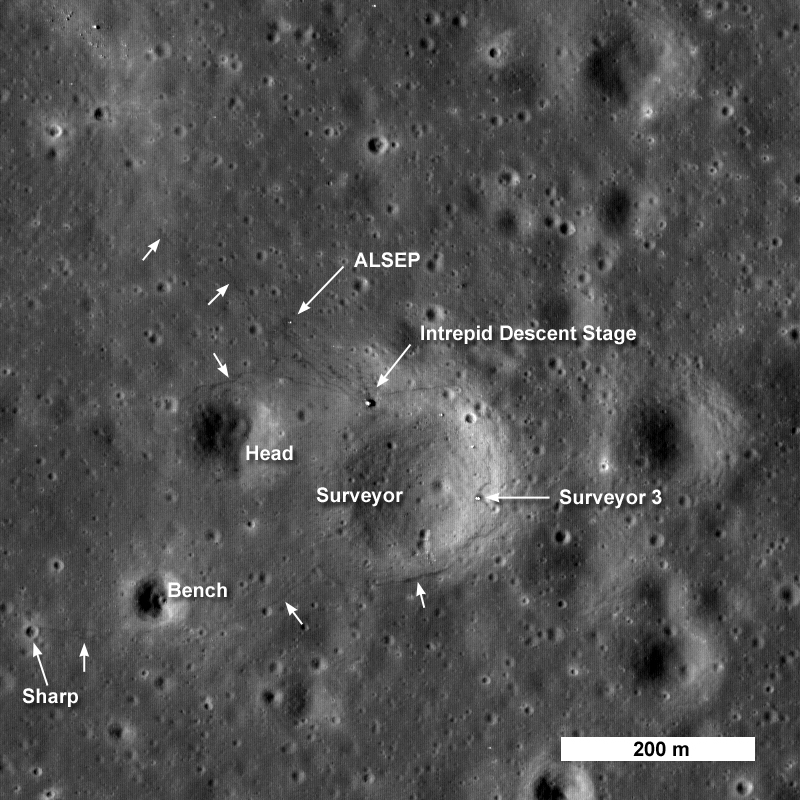
아폴로 12호와 서베이어 3호의 착륙지역
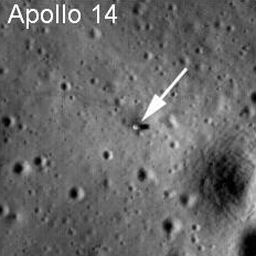
아폴로 14호의 착륙지역
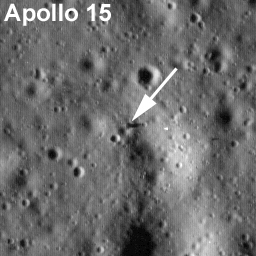
아폴로 15호의 착륙지역
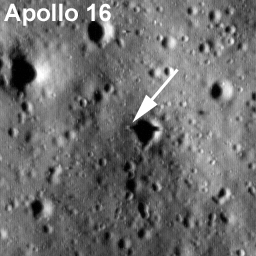
아폴로 16호의 착륙지역
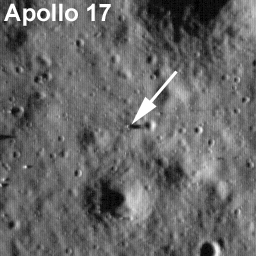
아폴로 17호의 착륙지역
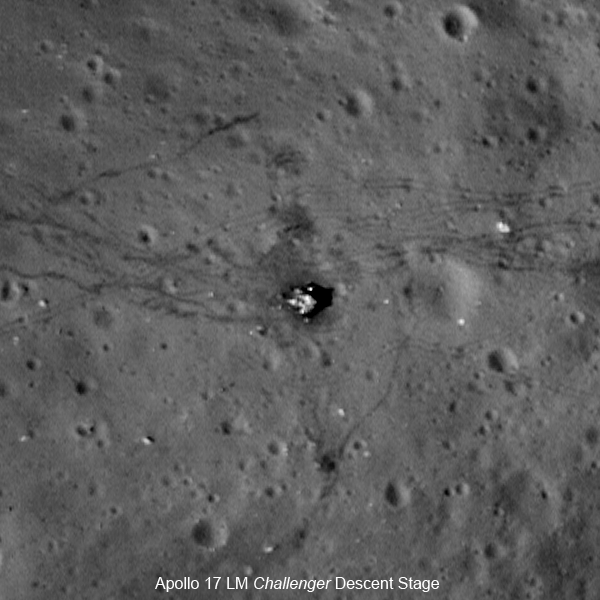
아폴로 17호 하강지점
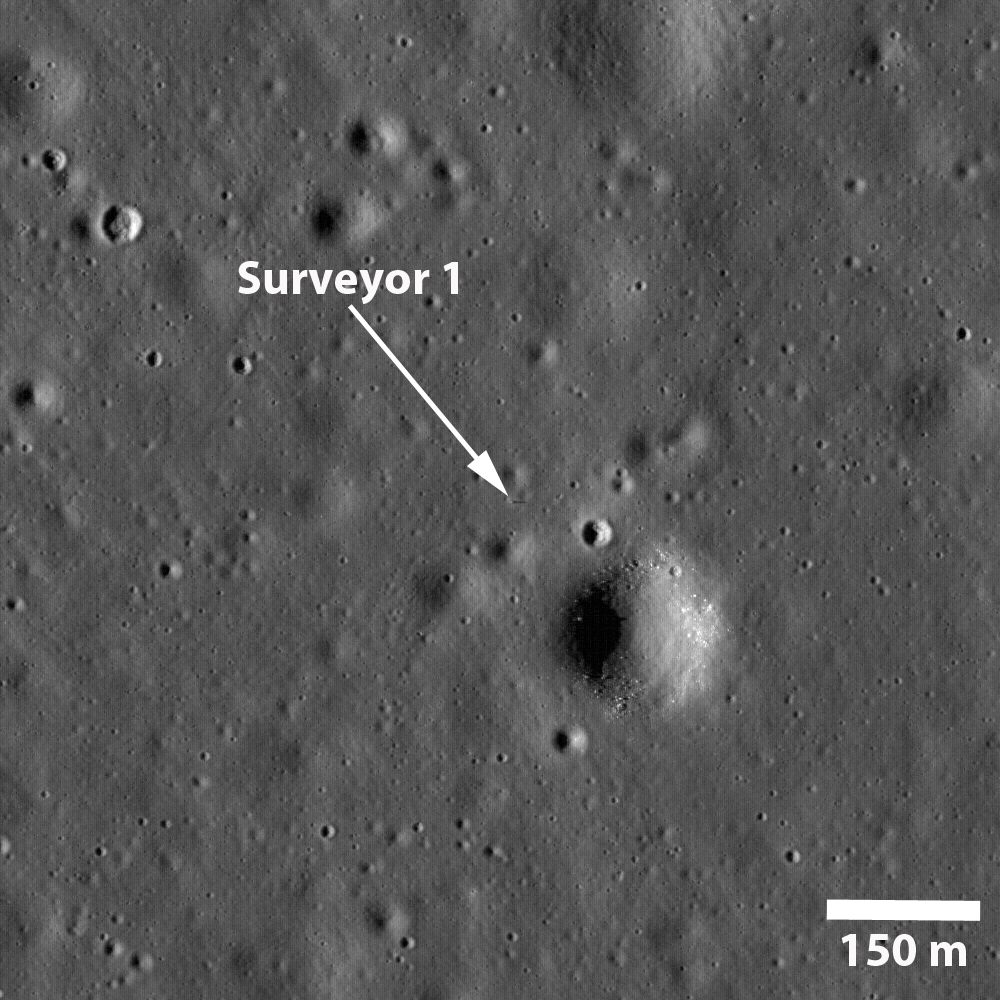
서베이어 1호
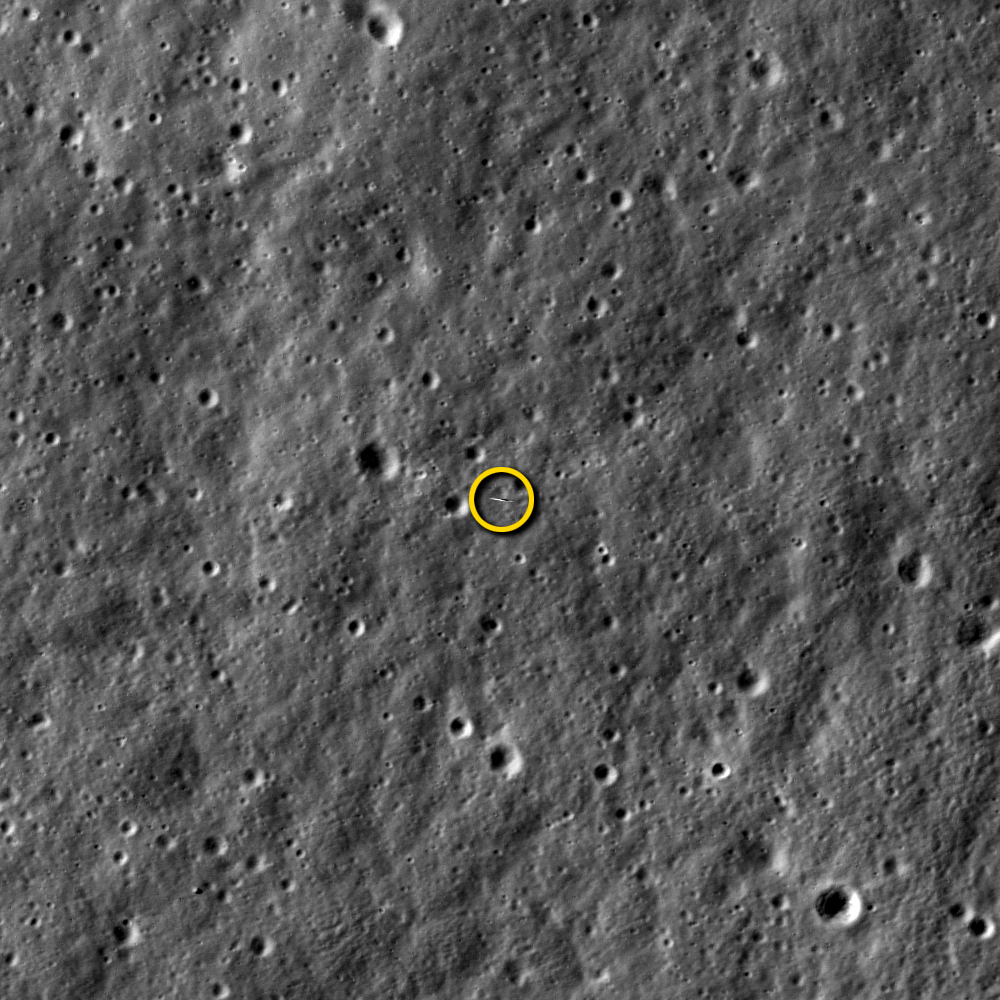
LADEE의 추락지점
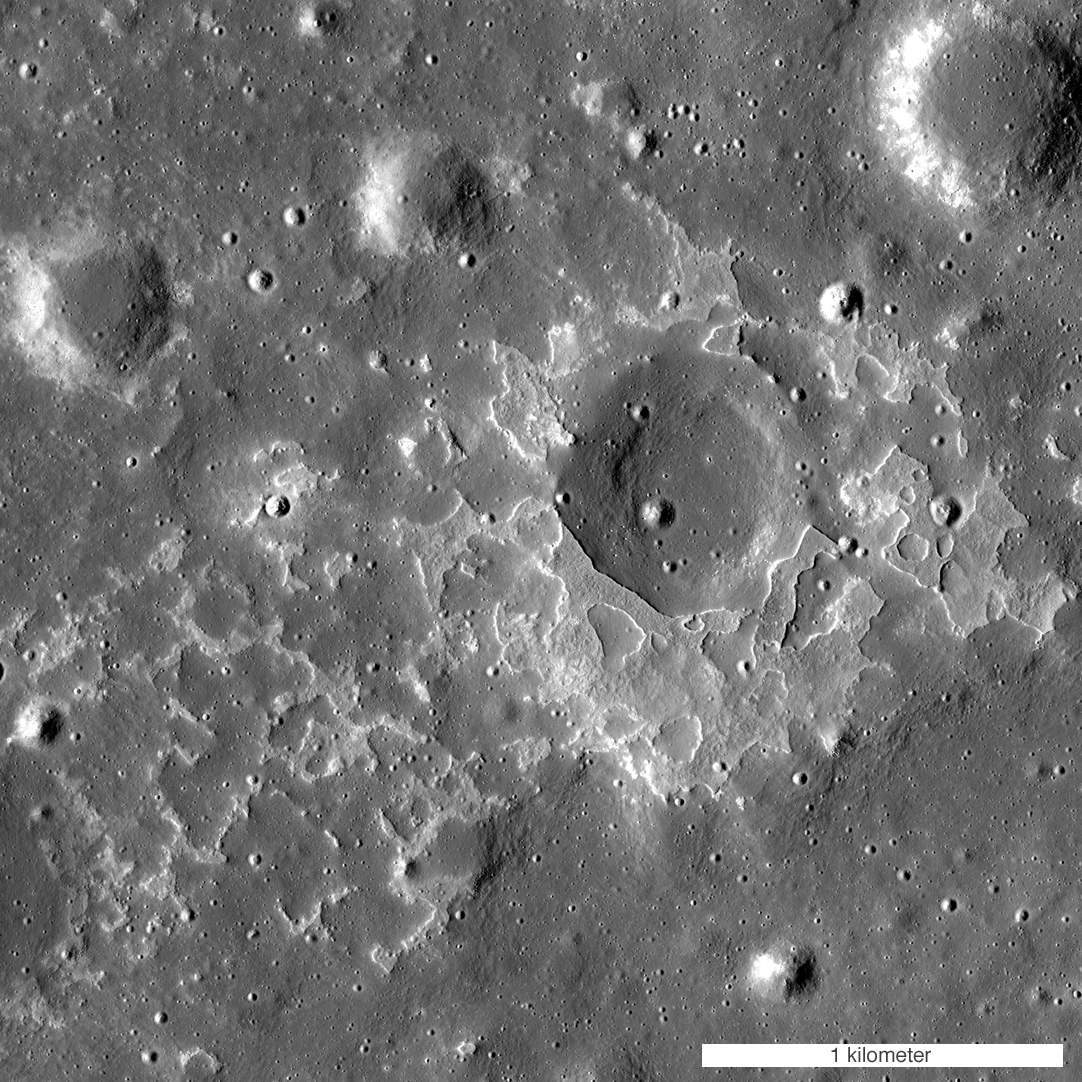
달의 크레이터
달에서 본 지구

## 같이 보기
- 달 탐사
- LCROSS
- 달의 물
- 월주회위성 카구야
- 테미스 위성
- 유나이티드 론치 얼라이언스